# Иван Тургењев
Иван Сергејевич Тургењев (рус. Ива́н Серге́евич Турге́нев; Орел, 9. новембар 1818 — Буживал, 3. септембра 1883) је био руски књижевник и драматург.
Његово дело Очеви и деца сматра се једним од најважнијих романа у 19. веку. У њему је први пут дефинисао појам нихилизам коме је супротставио „позитивног хероја”. Осим тога познат је и по збирци припиведака Ловчеви записи која је први пут штампана 1852.

## Биографија
Иван Тургењев је рођен у богатој земљопоседничкој породици 1818. године. Првих 9 година живота провео је на имању своје мајке Спаскоје-Лутовиново у Орелској губернији. Богати родитељи су му обезбедили добро образовање. Школовао се код куће, а касније у интернату у Москви. Почео је да студира филологију 1833. на Универзитету у Москви, студије је наставио у Санкт Петербургу (1834—1837) и Берлину (1838—1841). После повратка у Русију 1841, почео је да ради као чиновник у министарству спољних послова у Санкт Петербургу. Тај посао је напустио после две године да би се посветио књижевном раду.
Тургењев је одбацивао политички радикализам који су подједнако исказивали критичари и поборници царског режима, али је био разочаран репресивном унутрашњом политиком цара Николаја I. Активно је исказивао своје противљење кметству што је показао и када је наследио родитељско имање 1850. Тада је ослободио све кметове, а после званичног укидања кметства 1861, помогао је еманципацију и економски положај кметова на своме имању. Државна власт није са симпатијама гледала на његове отворено изнете ставове. Ухапшен је у мају 1852. и провео је две године заточен на породичном имању. Разлог је био чланак посвећен преминулом Гогољу којим је заобишао званичне цензоре. Одбојност ка преовладавајућем политичком стању у Русији била је разлог што је много година провео у иностранству. Коначно је емигрирао 1861. прво у Баден-Баден (до 1870), а касније у Париз, где је живео до смрти. У Русију се враћао повремено у посебним приликама.

## Љубавни живот
Писац је имао љубавну везу са Авдотјом Јермолајевом, која је радила као шваља на имању Спаско и из те везе ванбрачну ћерку Пелагију, што је у време пишчевог живота било велико оптерећење за девојку, па је ћерку сместио у један пансион у Паризу.
У јесен 1843, у Петрограду је гостовала Италијанска опера, а међу чланицама и певачица шпанског порекла Полина Гарсија Виардо, са којом се писац упознао и у коју се заљубио толико да кад је опера завршила гостовање, писац је напустио државну службу да би отишао у иностранство са примадоном са којом је живео до њене смрти.

## Књижевни рад
Иако је писао још као студент, прво објављено дело Тургењева је Параша. Једна од битних особина прозе Тургењева је да је руско село померио са периферије дешавања у сам центар збивања. Он први ствара бројну галерију руских ликова сељака. То нарочито долази до изражаја у Ловчевим записима.
Тургењев се у књижевности афирмисао пре свега као романописац иако је писао и драме, бројне збирке приповедака и песме. Најпознатији романи су Руђин, Племићко гнездо, Очеви и деца, Уочи нових дана итд. Особина његових романа је да пише o најактуелнијим проблемимa свог времена. Лик сувишног човека постoјао је у делима руских писаца и пре Тургењева (Александар Пушкин, Михаил Љермонтов итд.), али он је први увео тај назив у књижевност приповетком Дневник сувишног човека.
Од осталих приповедака значајна је прича Пролећне воде, која носи готово све особинe Тургењевљевог мотива љубави. Написао ју је када се враћао преко Италије и Швајцарске у Немачку па је доживео занимљив сусрет у Франкфурту на Мајни. И приповетка Прва љубав има аутобиографске елементе. То је прича о односу његовог оца и мајке испричана кроз лик шеснаестогодишњег Владимира Петровича, који представља самог писца. Особинe Тургењевљевог типа руске жене приказане су кроз три лика: Наталије из романа Руђин, Асје из истоимене приповетке и Марјане у роману Новина.

## Наслеђе
Уметничка чистоћа Тургењева учинила га је миљеником истомишљеника писаца следеће генерације попут Хенрија Џејмса и Џозефа Конрада, који су обојицa више волели Тургењева него Толстоја и Достојевског. Џејмс, који је написао не мање од пет критичких есеја о Тургењевљевом делу, тврдио је да је "његова заслуга форме првог реда" (1873) и похвалио је његову "изузетну деликатност" због које се чини да нас превише његових ривала држи, за поређење насилним средствима, и упознајте нас, за поређење са вулгарним стварима “(1896). Владимир Набоков, познат по лежерном отпуштању многих великих писаца, похвалио је Тургењевљеву „пластичну музичку прозу“ али је критиковао његове „напорне епилоге“ и „банално руковање заплетима“. Набоков је изјавио да Тургењев "није велики писац, иако пријатан" и сврстао га је на четврто место међу руским прозним писцима 19. века, иза Толстоја, Гогоља и Чехова, a испред Достојевског. Његове идеалистичке идеје о љубави, посебно оданост коју жена треба да покаже мужу, цинично су помињали ликови у Чеховљевој „Анонимној причи“. Исаиja Берлин похвалио је Тургењевљеву посвећеност хуманизму, плурализму и постепеним реформама над насилном револуцијом као најбоље аспекте руског либерализма.

### Одабрани романи
- 1857 - Рудин
- 1859 - Дворианскоие гнездо
- 1860 - Накануне
- 1862 - Очеви и деца
- 1867 - Дим
- 1872 - Весне води
- 1877 - Новембар

### Одабрана краћа белетристика
- 1850 - Дневник сувишне особе
- 1852 - Белешке једног ловца
- 1854 - Муму
- 1855 - Јаков Пасинков
- 1855 - Фауст
- 1858 - Асја
- 1860 - Прва љубав
- 1870 - Степски краљ Лир
- 1881 - Песма победничке љубави
- 1883. - Цлара Милицх